# Simun (Iran)
Pour les articles homonymes, voir Simun.
Simun (persan : سيمون ou Sīmūn, également connu sous le nom de Karak est un village du district rural Deh Abbas (en) de la préfecture d'Eslamshahr, dans la province de Téhéran, en Iran. D'après le recensement de 2006, sa population est de 211 habitants.